# フランジャー
フランジャー（flanger)とは、元の音声信号と、それを僅かに遅延させた音声信号の干渉により音を変化させるエフェクターである。
ADTの際、2台のテープ・レコーダーの一方のテープ・フランジ（テープ・リールの縁）に手を添えるなどして遅延を与えた効果に由来する。
フェイザーと似ているが、フェイザーによる周波数特性のディップは、ノッチフィルタ状になるが、フランジャーによる周波数特性のディップは、周期的なコムフィルタ状になる。
楽器音にフランジャーをかけると、独特のうねりを持ったサウンドを作ることができ、深くかけると金属的な音を作ることができる。ホワイトノイズにかけるとジェット機の離陸の際のエンジン音の様な強烈なノイズを作ることもできる。
原理としてはコーラスエフェクトとほぼ同じであり、その違いはエフェクト音の遅延の長さとフィードバック回数などによる。よって、設定の細かいコーラスではフランジャーに似たサウンドを作ることも出来、反対に設定の細かいフランジャーではコーラスのようなサウンドも作成可能。実際、「コーラス/フランジャー」として一台に集約された機器や、マルチエフェクタ類ではプリセットが「コーラス/フランジャー」として同一エフェクトとされていることも多い。

## 代表的なサウンド・参考例
- レッド・ツェッペリンのフィジカル・グラフィティ収録の「カシミール」ドラムに掛けられている軽めのフランジャー
- イエスのドラマ収録の「光陰矢の如し」ではベースにフランジャーが強めに掛けられている
- ジュリアン・メンデルスゾーン（エンジニア）がGO WEST等のリミックスでベル製フランジャーを多用
- ボブ・クリアマウンテン（エンジニア）がダリル・ホール&ジョン・オーツやブライアン・アダムス等の作品で多用
- クイーンの1stアルバム戦慄の王女、1曲目「炎のロックンロール」冒頭のギターに短いながらも効果的に使用
- 「さよなら」(オフコース)　エレクトリックピアノにフランジャーがかけられ、残響にうねりを付加している。
- YMO「テクノポリス」のシングルバージョンで全体的に使用